# 升川貴志栄
升川 貴志栄（ますかわ きしえ、1898年（明治31年）- 1976年（昭和51年）9月20日）は、日本の平和運動家である。

## 経歴・人物
広島市に生まれ、1945年（昭和20年）に同市で原子爆弾が投下されたことにより被爆する。升川自身は右足の骨折で済ませたが、彼女の長男は爆撃により死亡した。これによって終戦直後の1946年（昭和21年）に広島市内において被爆した女性を約30人集め、その中心として彼女たちと「なみき会」の結成に携わる。
その後は母親の立場で被爆行政の充実を語り、広島県原水爆被害者団体協議会（日本原水爆被害者団体協議会の広島支部）の理事や1959年（昭和34年）には森滝しげ子らと共に「原水爆禁止広島母の会」の結成にも携わり会長も務めた。また広島平和記念公園で近藤幸四郎が事務局長を務めた広島被爆者団体連絡会議が主催する世界各国の核実験への座り込んでの講義の参加や、原子爆弾投下時の広島を描いた体験を後世に語り継ぐために『ひろしまの河』の創刊にも携わった。